# Thuần tần
Thuần tần Đồng Giai thị (chữ Hán: 淳嬪董佳氏, ? - 13 tháng 10 năm 1819), là một phi tần của Thanh Nhân Tông Gia Khánh Đế trong lịch sử Trung Quốc.

## Tiểu sử

### Thân thế
Thuần tần vốn họ Đồng thị (董氏). Ngoài việc gia tộc bà được sáp nhập vào Mãn Châu Bát kỳ ra, những tư liệu về thân thế của bà còn rất mơ hồ. Một ít tư liệu cho thấy bà là con gái của Ủy thự Khố trưởng Thời Thái (時泰). Chức quan Khố trưởng hay Khố chưởng của Thời Thái rất phổ biến trong Nội vụ phủ, nhưng Ngoại Bát kỳ cũng có một ít, vì vậy rất khó để chắc chắn bà xuất thân từ suy đoán xuất thân và Kỳ phân của bà.
Căn cứ vào Thanh thực lục và Thượng dụ đương, lúc ban chiếu chỉ sách phong hậu cung vào năm Gia Khánh thứ 6 (1801), Thuần Quý nhân Đồng Giai thị được đặt trước Xuân Quý nhân Vương Giai thị (tức Trang phi sau này). Xuân Quý nhân xuất thân là Cách cách tại tiềm để, sau khi Gia Khánh Đế lên ngôi thì được phong làm Xuân Thường tại, năm Gia Khánh thứ 3 thì tấn Xuân Quý nhân. Bà được đặt trước Xuân Quý nhân chứng tỏ bà được phong Quý nhân sớm hơn Vương Giai thị. Lại thêm năm Gia Khánh thứ 5 (1800) diễn ra Bát Kỳ tuyển tú, có thể bước đầu suy đoán rằng vào năm Gia Khánh thứ 2 (1797) cũng đã diễn ra một lần Bát Kỳ tuyển tú và Đồng thị đã nhập cung trong lần này. Vì vậy, có thể tạm thời nhận định, bà xuất thân từ Kỳ phân Tá lĩnh.

### Đại Thanh tần phi
Năm Gia Khánh thứ 2 (1797), thông qua Bát Kỳ tuyển tú đầu tiên của triều đại Gia Khánh, Đồng thị nhập cung. Được chỉ định làm Thuần Quý nhân (淳贵人), trở thành phi tần đầu tiên nhập vào hậu cung của Gia Khánh sau khi đăng cơ. Tư liệu về Thuần Quý nhân lúc này có nói bà [" 颇得嘉庆帝宠幸, đắc Gia Khánh Đế sủng hạnh"], cơ hồ lúc này bà rất được Hoàng đế ân sủng. Căn cứ Hồng xưng thông dụng của Nội vụ phủ, phong hiệu "Thuần" của bà có Mãn văn là 「bolgo」, ý là "Sạch sẽ", "Tinh khiết".
Năm thứ 6 (1801), ngày 8 tháng 1, sách phong Thuần Quý nhân Đồng thị làm Thuần tần (淳嬪). Mệnh Lễ bộ Tả Thị lang Lưu Dược Vân (刘跃云) làm Chính sứ, Nội các Học sĩ Di Phí Âm (台费荫) làm Phó sứ, hành lễ sắc phong Tần cho Đồng thị. Sau khi phong Tần, bà được đổi gọi [Đồng Giai thị].
Sách văn rằng:

| “                             | 晋封贵人董氏为淳嫔。册文曰。朕惟教德容以帅属。治肃六宫。展功绪而慎司。班跻五职。纶言宠逮。鞠采辉增。咨尔贵人董氏。早誉柔嘉。夙彰榘范。叙椒涂之茂秩。静事惟宜。揆兰掖之嘉称。嫮修独粹。是用晋封尔为淳嫔。锡之册命。尔其徽章克荷。谨式度于彤闱。蕃祉遄膺。朗升名于华券。钦哉 . Trẫm duy giáo dung dĩ suất chú. Trì túc lục cung. Triển công tự nhi thận tư. Ban nghiêu ngũ chức. Quan ngôn sủng đãi. Cúc thái huy tăng. Tư nhĩ Quý nhân Đồng thị. Tảo dự nhu gia. Túc chương củ phạm. Tự tiêu đồ chi mậu dật. Tĩnh sự duy nghi. Quỹ lan dịch chi gia xứng. Hộ tu độc toái. Thị dụng tấn phong nhĩ vi Thuần tần. Tích chi sách mệnh. Nhĩ cơ huy chương khắc hà. Cẩn thức đạc vu đồng vi. | ” |
| — Sách văn Thuần tần Đồng thị | |   |

### Qua đời
Năm thứ 24 (1819), ngày 13 tháng 10, giờ Tỵ, Thuần tần Đồng Giai thị hoăng thệ. Đám tang được tổ chức theo nghi lễ của phong vị Tần. Căn cứ theo Thanh đại Đế Hậu phi di vật (清代帝后妃遗物的处理和焚化改制), di vật của Thuần tần được xử lí như sau:
| “                                | 嘉庆二十四年十月二十九日，在嘉庆帝淳嫔死后的第十六天，交回内殿的大量遗物中有：金镶桦皮二凤朝冠顶1座，金镶桦皮皮凤5只，金镶桦皮翟鸟一只，金镶催生石桃花重褂一件，金镶珊瑚项圈一围，金累丝凤五只等共167件套。交回乾清宫的有：玻璃盖、玻璃碗、玻璃罐等共11件套。交敬事房的有各式磁盘碟91件。交茶膳房的有各样磁碗95件。交古董房的有：古铜鼎、古铜瓶等古玩7件套。交懋勤殿的有御笔福字2个。交造办处的有：玉佩10件、玉爪1件、玉小蟾1件、玉马1件。 嘉庆淳嫔死后穿戴：银镀金饰品8件、银制品1件、金制品4件、玉制品5件，另外还有伽楠香朝珠1盘，蜜蜡朝珠1盘。 嘉庆二十四年十月二十九日，淳嫔死后，遗下的大量衣物中，有十数件赏给了皇后，其受赏人还有：諴贵妃、如妃、信嫔、荣贵人、恩贵人、安常在。 . ... Gia Khánh đế Thuần tần tử hậu đích đệ thập lục thiên giao hồi nạp nội điện đích thái lương di vật dung hữu. Kim tương hoa bì nhị phượng triêu quan đính 1 tọa, kim tương hoa bì phượng 5 chỉ, kim tương hoa bì phượng trạch điểu 1 chỉ, kim tương thôi sanh thạch đạn đào hoa trọng quái 1 kiện, kim tương san hô hạng khuyên 1 vi, kim lụy ti phượng ngũ chỉ đẳng cung 167 kiện sáo. Giao hồi kiền thanh cung đích hữu: Pha lê cái, pha lê uyển, pha lê quán đẳng cung 11 kiện sáo. Giao Kính Sự phòng đích hữu các thức từ bàn điệp 91 kiện, giao Trà Thiện phòng đích hữu các dạng từ uyển 95 kiện. Giao Cổ Đổng phòng đích hữu: Cổ đổng đỉnh, cổ đổng bình đẳng cổ ngoạn 7 kiện sáo. Giao Mậu Cần điện đích hữu 2 ngự bút phúc tự cán..... . Thuần tần hậu di vật đích thái lương ý, di vật trung, hữu thập sác kiện thưởng cấp liễu Hoàng hậu, cơ thụ thưởng nhân toàn hữu: Hàm Quý phi, Như phi, Tín tần, Vinh Quý nhân, Ân Quý nhân, An Thường tại. | ” |
| — Thuần tần Đồng Giai thị di vật | |   |

Tháng 11, bà chính thức được đưa vào an táng trong Xương lăng phi viên tẩm. Bảo đính của bà nằm ở vị trí thứ hai bên phải của hàng thứ 3, ngày sau Bảo đính của Trang phi. Thứ tự các Bảo đính hàng thứ ba từ phải sang (nhìn từ trong ra ngoài) là An tần, Thuần tần, Giản tần, Tốn tần, Vinh tần và Ân tần, bên cạnh Ân tần còn bỏ trống một vị trí.

## Trong văn hóa đại chúng
Trong bộ phim Thâm cung nội chiến của TVB, Thuần tần Đồng Giai thị được khắc họa qua nhân vật Thuần quý nhân Đổng Giai Nhĩ Thuần bởi diễn viên Xa Thi Mạn.